# Rue du Docteur-Oursel
La rue du Docteur-Oursel est une rue d'Évreux dans le département de l'Eure en Normandie en France.

## Son nom et son histoire
La rue du Docteur-Oursel, allant de la place de la Vierge à la place du Grand-Carrefour, constituait dans l'Antiquité et au Moyen Âge la limite occidentale d'Évreux et donc du castrum romain. Au-delà à partir de la Renaissance du XVIe siècle se situe le faubourg Saint-Léger également paroisse sous l'égide de l'abbaye bénédictine de Saint-Sauveur. Elle ne prit nom de rue du Doctor Oursel qu'en 1936 a la mort durant son mandat du médecin Docteur Léon Oursel qui fut maire d'Évreux de 1904 à 1936. Cette rue est rectiligne et son tracé n'a pas bougé depuis l'époque romaine et plus précisément de l'époque de l'empereur Auguste au Ier siècle de notre ère.

## Son aspect architectural

### Physionomie générale
L'aspect architectural de la rue du Doctor-Oursel peut se scinder en deux parties en deçà de la place Armand Mandle il y a des maisons à colombages du XIVe siècle ayant échappé au bombardement de la Seconde Guerre mondiale de 1940 et 1944. Ce sont des maisons à pans de bois assez cossues dont les poutres sont relativement rectilignes.

### La poste centrale des années 1930

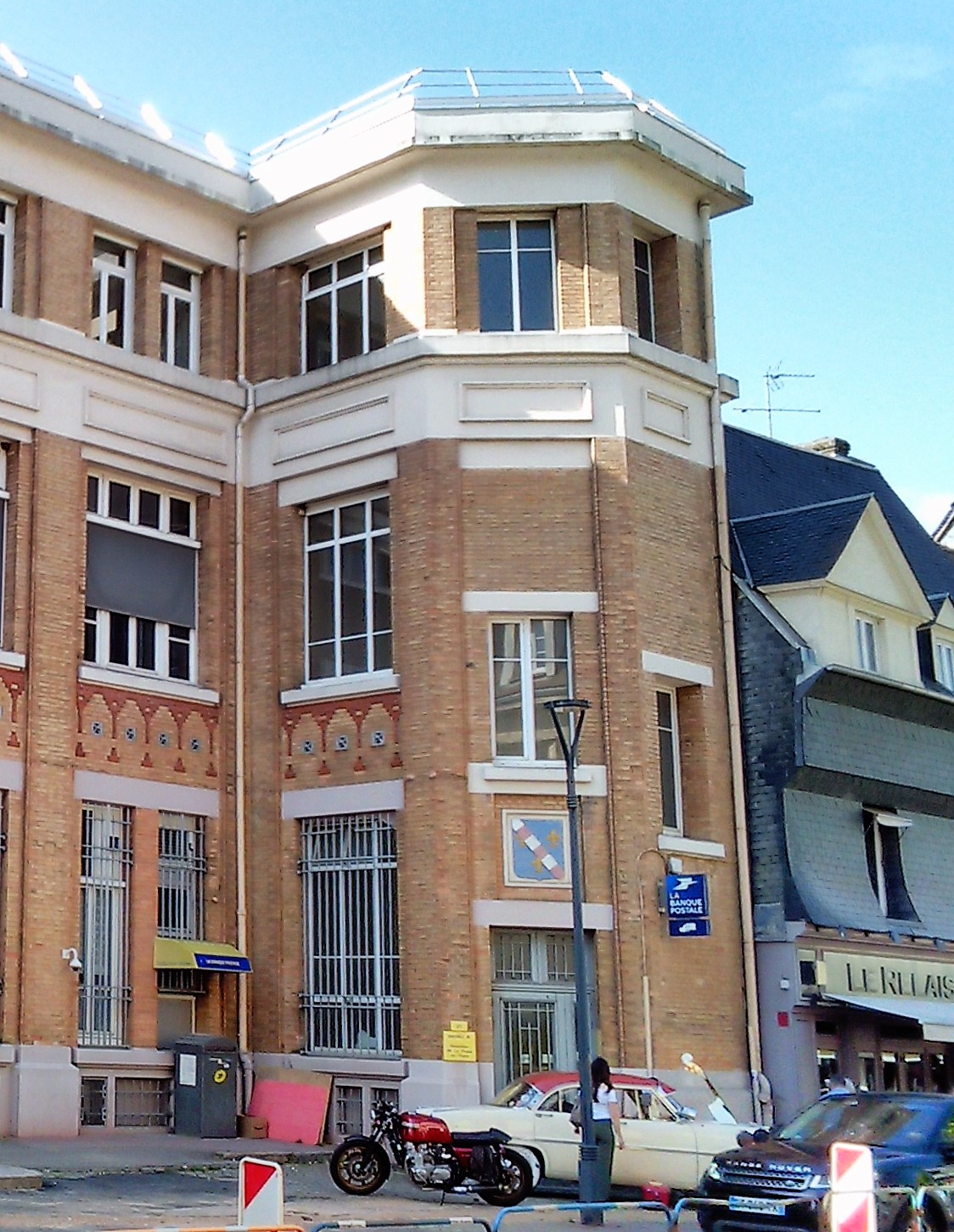
La poste d'Évreux rue du Docteur-Oursel au numéro 25

Au-delà de la place Armand Mandle il s'agit de maisons et d'immeubles de la reconstruction ; entre deux la poste date du front populaire construite entre 1936 et 1938 en brique dans un style architectural propre aux années 1930 ressemblant aux maisons du département du Nord. Elle fut construite en brique car à l'époque il était matériaux facile d'emploi et relativement peu couteux étant donné la crise économique dite de la grande dépression qui était en cours.

## Monuments remarquables
N 1 La place de la Vierge avec ses pèlerinages au début du XXe siècle dédiés à la Vierge noire
N 25 La poste des années 1930
N 30 Copie de la sculpture du Penseur d'Auguste Rodin dont l'originale se trouve au musée Rodin à Paris.
N 35 L'ancienne chambre de commerce
N 60 Le grand carrefour ancienne gare routière durant les Trente Glorieuses de 1946 à 1973.